# Fritz-Karl Bartnig
Fritz-Karl Bartnig (* 10. April 1926 in Dirschken, Landkreis Militsch; † 26. April 1988) war ein deutscher Politiker der Blockpartei CDU der DDR. Er war Vorsitzender des Bezirksvorstandes Leipzig der CDU.

## Leben
Bartnig, Sohn eines Landwirts, besuchte die Volks- und Mittelschule. Anschließend absolvierte er 1942/43 eine landwirtschaftliche Ausbildung. Am 17. Mai 1944 beantragte er die Aufnahme in die NSDAP und wurde rückwirkend zum 20. April desselben Jahres in Dirschken aufgenommen (Mitgliedsnummer 10.064.130). Bartnig wurde zum Kriegsdienst eingezogen.
Nach Kriegsende 1945 war er zunächst als Landarbeiter im Kreis Goslar beschäftigt. Bartnig siedelte in die SBZ über und trat hier 1946 der Christlich-Demokratischen Union Deutschlands (CDU) bei. 1946 trat er als Neulehrer in den Schuldienst ein. Von 1948 bis 1952 leitete er die Grundschule in Flößberg (Sachsen), von 1953 bis 1958 war er Direktor der Grundschule in Eula, Kreis Borna.
Von 1952 bis 1953 war Bartnig Vorsitzender des Kreisverbandes Schmölln der CDU, von 1953 bis 1958 fungierte er als Vorsitzender des Kreisverbandes Borna der CDU. Von Juli 1958 bis März 1982 war Bartnig Vorsitzender des Bezirksverbandes Leipzig der CDU. Er trat aus gesundheitlichen Gründen von der Funktion des Bezirksvorsitzenden zurück. Bartnig wurde im Oktober 1958 auf dem 9. Parteitag der CDU zum Nachfolgekandidaten und im Oktober 1968 auf 12. Parteitag zum Mitglied des Hauptvorstandes der CDU gewählt. Am 17. März 1987 wurde er auf einer Veranstaltung des Präsidiums des CDU-Hauptvorstandes zum Ehrenmitglied des Hauptvorstandes und Mitglied des Ehrenrates beim Hauptvorstand der CDU ernannt.
Bartnig gehörte als Abgeordneter dem Bezirkstag Leipzig an und war Mitglied des Bezirksausschusses der Nationalen Front sowie stellvertretender Bezirksvorsitzender der Gesellschaft für Deutsch-Sowjetische Freundschaft. Er starb im Alter von 62 Jahren und wurde auf dem Leipziger Südfriedhof beerdigt.

## Auszeichnungen
- Vaterländischer Verdienstorden in Bronze (1956) und Silber (1970)
- Ernst-Moritz-Arndt-Medaille (1959)
- Verdienstmedaille der DDR (1959)
- Ehrentitel Studienrat (1964)
- Pestalozzi-Medaille für treue Dienste in Bronze, Silber und Gold
- Otto-Nuschke-Ehrenzeichen in Bronze, Silber und Gold (1972)
- Ehrenmedaille der Nationalen Front (1986)